# Алмаз-103
Алма́з-103 — малоформатный однообъективный зеркальный фотоаппарат, выпускавшийся ленинградским объединением ЛОМО с 1982 по 1987 год. Базовая модель советской профессиональной линейки «Алмаз», и единственная, выпущенная сравнительно крупной серией 9508 экземпляров.
Разработка фотоаппаратов «Алмаз-102» и «Алмаз-103» закончена в 1979 году и считается последней попыткой СССР создать собственную профессиональную фотосистему для фотожурналистики и прикладной фотографии. Целью разработки семейства была возможность отказа от импорта дорогостоящей фототехники, покупаемой за конвертируемую валюту для обеспечения потребностей отечественной печати.

## Историческая справка
На момент начала разработки семейства «Алмаз» в СССР уже выпускалось несколько типов зеркальных фотоаппаратов для 35-мм фотоплёнки со сменными объективами. Однако, наиболее массовое семейство «Зенит» обладало недостаточными возможностями для профессиональной фотожурналистики и прикладной фотографии, в том числе медицинской и судебной. Диапазон выдержек большинства моделей был ограничен, уступая даже более простым дальномерным и шкальным фотоаппаратам. Невозможность замены видоискателя и фокусировочного экрана затрудняли многие виды специальных съёмок. Наиболее прогрессивные фотоаппараты семейства «Киев-17», оснащённые современным байонетом Nikon F, также не поддерживали смену элементов видоискателя, и были непригодны для работы с приставным электроприводом.

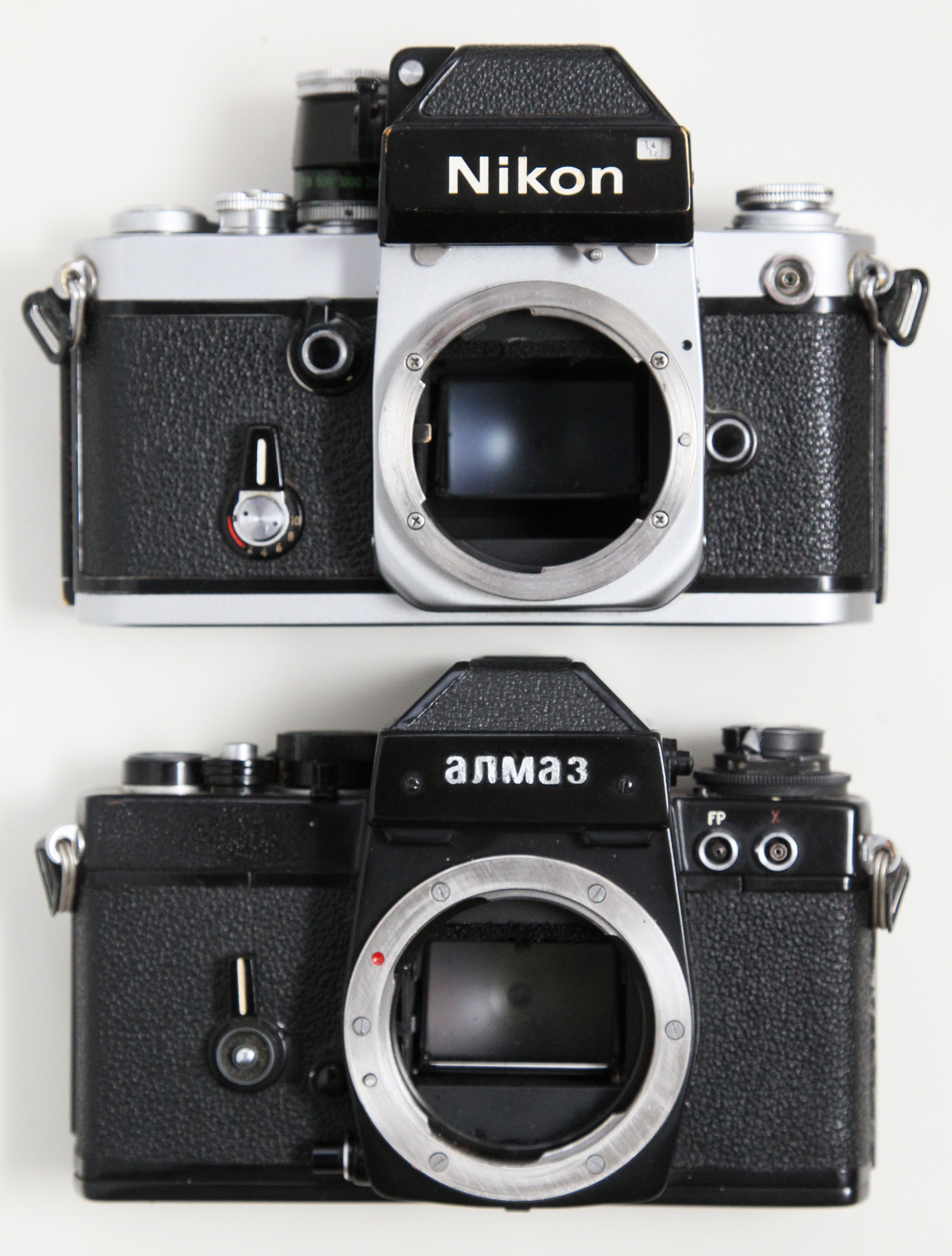
Фотоаппараты Nikon F2 Photomic и «Алмаз-103»

Новое семейство «Алмаз» разрабатывалось с учётом всех этих недостатков, предусматривая полноценную системность, считавшуюся общепринятой в современном фотоаппаратостроении. По некоторым данным, за основу был принят японский фотоаппарат Nikon F2, к середине 1970-х годов ставший «золотым стандартом» в мировой фотожурналистике. Его модульная конструкция позволяет оперативно создавать любую конфигурацию, пригодную для решения широкого диапазона задач от макросъёмки до автоматической фоторегистрации. «Алмаз-103», как и все остальные камеры семейства, обладал байонетом типа «К», снабжённым приводом прыгающей диафрагмы сменных объективов. В результате, фокусировка и кадрирование выполняются с высокой точностью, поскольку происходят при полном относительном отверстии объектива, диафрагма которого закрывается автоматически одновременно со срабатыванием зеркала постоянного визирования. Аналогичный механизм, повышающий оперативность съёмки, уже был в фотоаппаратах «Киев-17» и «Зенит-19», выпуск которых начат на несколько лет раньше. «Алмаз-103» допускал замену типа видоискателя, который выполнен съёмным, как в фотоаппарате «Старт» 1958 года и более громоздких среднеформатных камерах. 

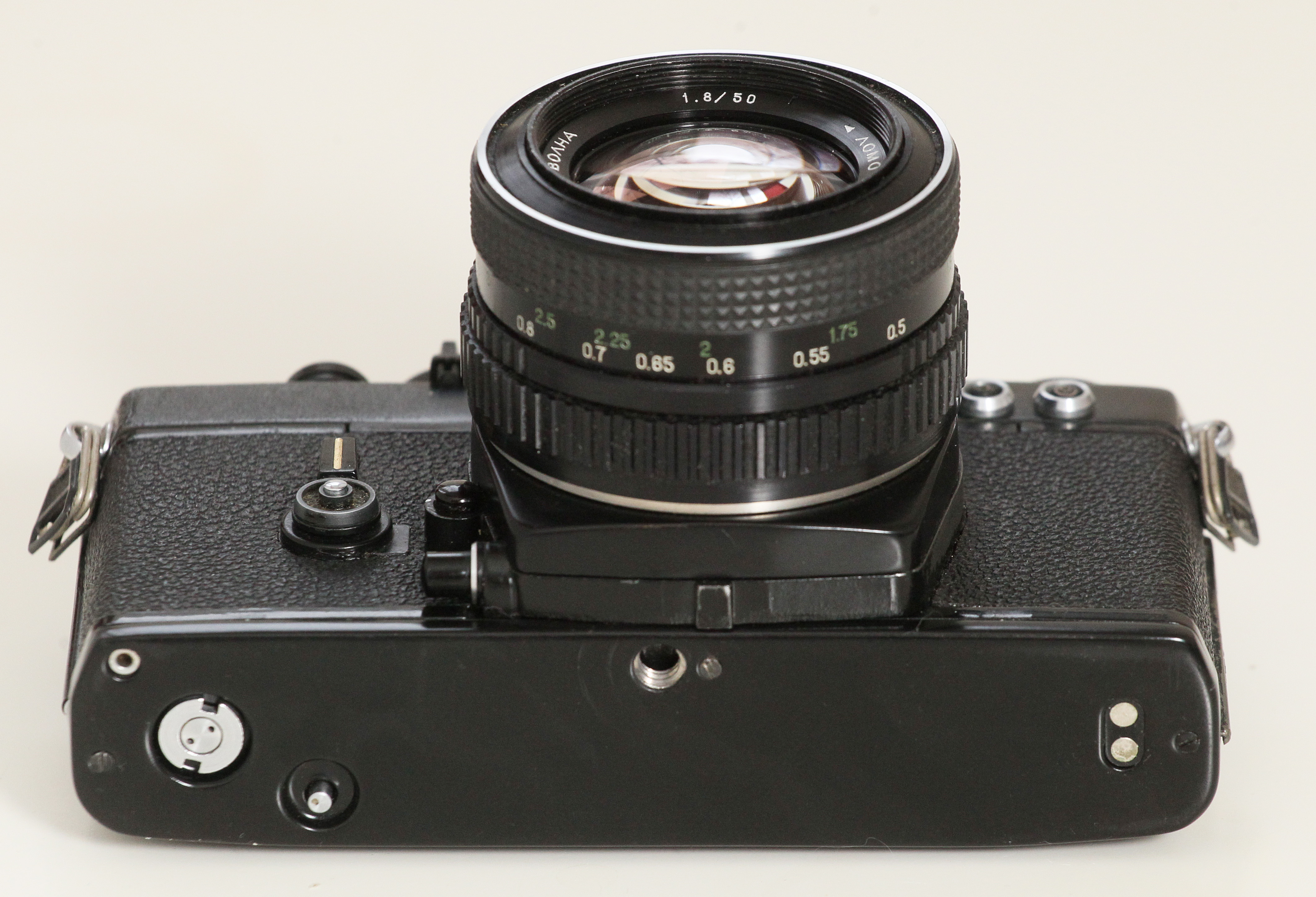
Полумуфта и контакты соединения с приставным электроприводом на нижней крышке «Алмаз-103»

Одним из главных новшеств новой камеры стала возможность свободной замены фокусировочного экрана, до этого отсутствовавшая в советских зеркальных фотоаппаратах. Ещё более революционной стала съёмная задняя крышка, вместо которой могли устанавливаться сменные модули со светодиодным устройством впечатывания даты и служебной информации, что также было впервые в СССР. На место съёмной крышки могла устанавливаться даже внешняя кассета ёмкостью 100 метров 35-мм киноплёнки. Впервые на отечественной камере реализована возможность использования приставного электропривода: на нижнем мосту выведены контакты и полумуфта связи с мотором. Относительной новацией было использование прогрессивного ламельного затвора, конструкция которого основана на разработанном для «Киева-17». Кроме механизма мультиэкспозиции, также первого в советских камерах, техническое совершенство «Алмазов» дополняли скрытый замок задней крышки с отпиранием рулеткой обратной перемотки, репетир диафрагмы и самосбрасывающийся счётчик кадров. Даже обрезиненное кольцо фокусировки на тот момент впервые использовано в советском объективе.
Весь комплекс применённых технических решений в совокупности был беспрецедентным для советской фотопромышленности, и даже отсутствие встроенного экспонометра никак не умаляло уникальности новой камеры. В перспективе планировался выпуск сменных пентапризм с TTL-экспонометром. Если за рубежом фотоаппараты подобного типа выпускались более десятилетия, советские фотографы впервые получали инструмент такого уровня. К сожалению, сложность конструкции требовала совершенно другой культуры производства и станочного парка, недоступного гражданским подразделениям ЛОМО. Итогом стали массовые поломки проданных фотоаппаратов, а затем их возврат в торговую сеть. В 1989 году все работы по модели «Алмаз-103» и всему семейству были прекращены, а выпуск остановлен.

## Технические характеристики

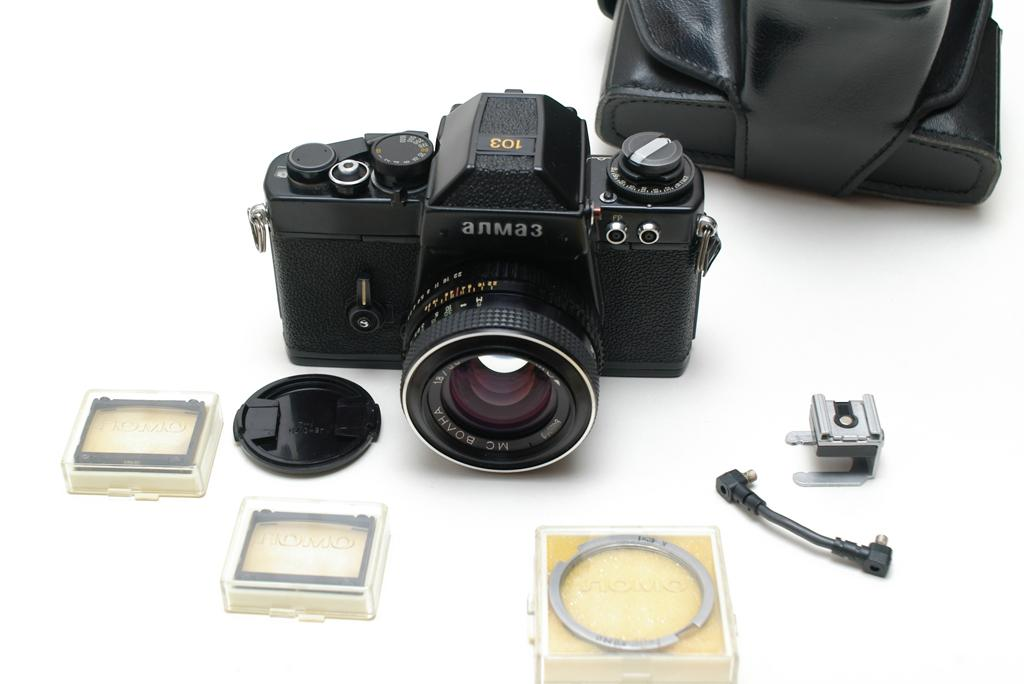
Стандартная комплектация «Алмаза-103»: адаптер для резьбовой оптики, два сменных фокусировочных экрана, скоба для фотовспышки, провод синхронизации, крышка объектива и футляр из кожзаменителя

Все фотоаппараты «Алмаз-103» выпускались только в чёрном исполнении: эмалью чёрного цвета окрашивался корпус вместе с верхним и нижним щитками, маска прилива и корпус пентапризмы.
- Тип применяемого фотоматериала — 35-мм фотоплёнка в стандартных кассетах тип-135. Размер кадра 24×36 мм[9].
- Корпус металлический, с открывающейся задней стенкой, скрытый замок. Задняя стенка при необходимости легко отделяется от корпуса.
- Курковый взвод затвора и перемотки плёнки. Курок имеет транспортное и рабочее положения[9]. Автоматический самосбрасывающийся счётчик кадров. Обратная перемотка плёнки — головка типа рулетка.
  - Предусмотрена возможность отключения транспортировки плёнки и многократной съёмки на один кадр (мультиэкспозиция)[10].
- Механический ламельный затвор с движением вдоль короткой стороны кадра.
  - Значения выдержек: «В», 1 сек, 1/2, 1/4, 1/8, 1/15, 1/30, 1/60, 1/125, 1/250, 1/500, 1/1000 секунды[10].
- Крепление объектива — байонет К[10].
  - В комплект входит адаптер для установки объективов с резьбовым креплением М42.
- Штатный объектив — МС «Волна» 1,8/50 с многослойным просветлением. Резьба для крепления светофильтров — М46х0,75.
  - Репетир диафрагмы.
- Видоискатель со съёмной пентапризмой и сменными фокусировочными экранами[10]. В комплект входят два дополнительных фокусировочных экрана. Резьбовая оправа окулярного кольца видоискателя может быть выкручена и заменена на резиновый наглазник (входит в комплект). Допустима установка диоптрийной линзы (для коррекции зрения фотографа).
  - Вместо пентапризмы может быть установлена светозащитная шахта с лупой, нескладывающаяся насадка с лупой или угловой видоискатель (в комплект не входили, приобретались отдельно).
- На нижней панели фотоаппарата имеется полумуфта и электрические контакты для присоединения приставного мотора. Механическая связь спускового механизма с приводом не была предусмотрена конструкцией «Алмазов», поэтому даже опытные образцы моторных приводов позволяли реализовать только покадровую съёмку в режиме вайндера[11].
- Выдержка синхронизации: 1/60 сек и медленнее — для электронных фотовспышек, короче 1/60 сек — для одноразовых типа куб (длительного горения). На корпусе расположены два синхроконтакта «Х» и «FP». На аппаратах поздних выпусков оставлен только синхроконтакт «Х».
- На корпусе фотоаппарата обойма для крепления фотовспышки отсутствует. Фотовспышка устанавливается на съёмный кронштейн. Для синхронизации фотовспышки только с центральным синхроконтактом кронштейн подключается к камере через электрический кабель с двумя разъёмами[12].
- Резьба штативного гнезда 1/4 дюйма.
- Механический автоспуск.

## Старшие модели
Для всех старших моделей штатным был объектив МС «Волна-4» 1,4/50. 

Питание электроники осуществлялось от батареи типа PX-28 (6 вольт).

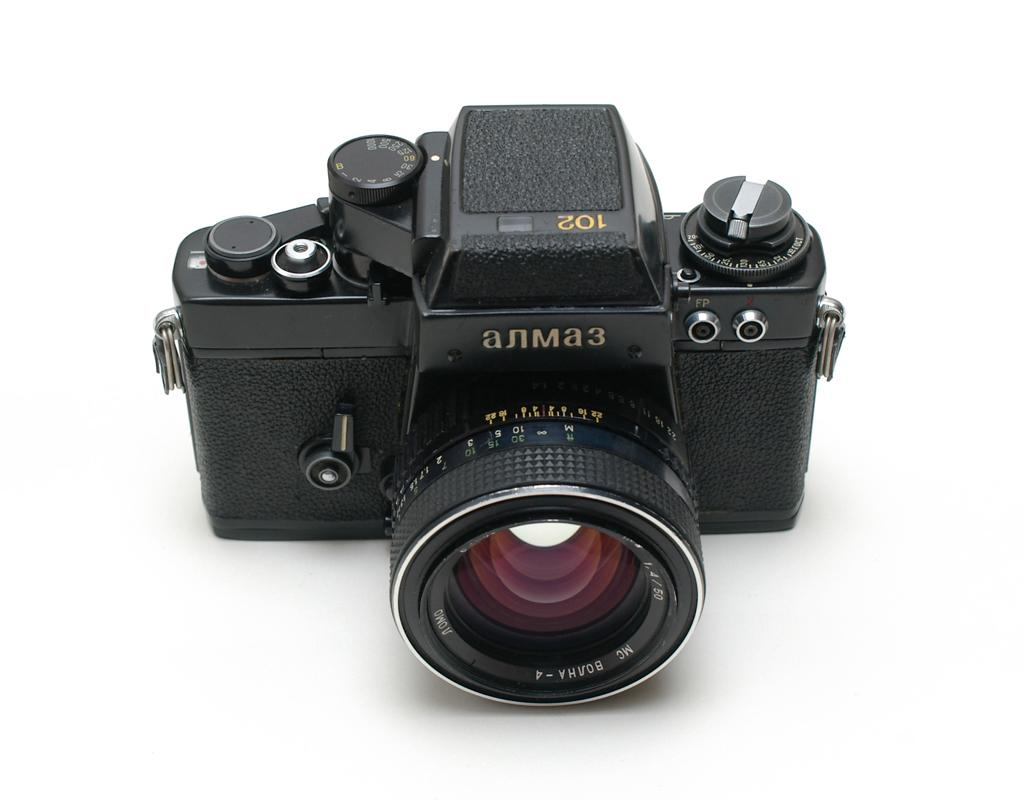
Фотоаппарат «Алмаз-102» с TTL-экспонометром в пентапризме

- «Алмаз-101» — однообъективный зеркальный фотоаппарат с автоматической установкой экспозиции (приоритет диафрагмы) при измерении света, отражённого от фотоплёнки по системе TTL OTF[2]. Известен один экземпляр (макет), созданный не ранее 1982 года. Электронно-управляемый затвор с диапазоном выдержек от 10 до 1/1000 сек, работа автоматической фотовспышки от TTL-экспонометра камеры, датчик фокусировки. Для производства камеры, на восточногерманском предприятии Pentacon было закуплено 6000 затворов BX, однако её серийный выпуск так и не был налажен[13]. В 1988 году появились планы по использованию купленной партии затворов для модели 104, которые также не были осуществлены.
- «Алмаз-102» — однообъективный зеркальный фотоаппарат с полуавтоматической установкой экспозиции. От базовой модели отличается наличием экспонометрического устройства TTL (светоизмерение на открытой диафрагме) с цифровой индикацией ± 2 ступени. Диапазон светочувствительности фотоплёнки от 16 до 2000 ед. ГОСТ. Экспокоррекция −1/+2 ступени.

Фотоаппарат «Алмаз-102» выпущен в 1979-1984 году в количестве 63 экземпляра. Причина столь малого объёма выпуска — проблемы с поставкой электронных компонентов, которые на ЛОМО не производились.
- «Алмаз-104» — модификация камеры «Алмаз-102» с несколько упрощённой системой индикации экспопараметров (светодиоды вместо цифрового индикатора).

Фотоаппарат «Алмаз-104» выпущен ориентировочно в 1988 году в количестве 6 экземпляров, после чего производство было свёрнуто из-за низкого ресурса. Затвор вместо назначенных 50000 срабатываний мог отработать во время испытаний не более 13000.

## Судьба семейства «Алмазов»
Плановая экономика СССР предусматривала директивное ценообразование, когда цены назначаются из соображений доступности товаров населению. Розничная цена базовой модели «Алмаз-103» составляла 295 рублей, модель «Алмаз-102» — более 650 рублей. В статье «Разговор начистоту» журнала Советское фото за 1988 год, заместитель главного технолога ЛОМО И. Клебанов говорит:
...хочется сказать о ценах на аппаратуру. «Алмаз-103»: оптовая цена — 230 рублей; плановая себестоимость — 224 рубля. В 1984 году себестоимость этой камеры была 669 рублей. Таким образом, доплачивая 439 рублей, мы потерпели убытки в 1964000 рублей. В 1985 году мы потеряли 746000 рублей. Думаю, теперь вы представляете, откуда берутся высокие цены.
Итогом этой ситуации стало сворачивание разработки и производства убыточной продукции.
Ещё одной причиной неудачи с «Алмазами» стало отсутствие технологического оборудования необходимой точности на ЛОМО. Вот что сказали представители ЛОМО во время «круглого стола», проведённого редакцией журнала «Советское фото» в 1988 году:
«СФ»: Значит ли это, что на ЛОМО нет оборудования для обеспечения высокой точности деталей, входящих в камеры подобного класса?
ЛОМО: — Да, на объединении такое оборудование отсутствует. Технологи не могут гарантировать стопроцентную годность вышеупомянутых 20—30 деталей. Камеры такого класса можно выпускать в объёме не более 1000 штук в год, а не в количествах, которые планируются министерством...
...Допуски на ось, по которым скользит «скамейка», кронштейны, обеспечивающие параллельность оси, столь малы, что на нашем оборудовании выполнить их невозможно. Обновление станков идёт медленно, а импортного оборудования цеха не получают.
Существовали экземпляры камеры, самостоятельно доработанные квалифицированными фотолюбителями, которые успешно эксплуатировались. В той же публикации «круглого стола», устроенного редакцией журнала, есть такие строки:
...мы решили продемонстрировать серийный образец камеры, купленный фотолюбителем, инженером С. Гришиным, который был им перебран заново. К настоящему времени камера работает без поломок три года и число срабатываний превысило 18 тысяч циклов. В затворе этого образца пришлось отрегулировать механизм взвода шторок, устранить перезавод пружин и некачественную клёпку ламелей, тщательно затянуть винты, поставить силиконовый амортизатор на нижнюю шторку, подвергнуть термообработке ряд деталей механизма.
Однако, большинство камер, поступавших в продажу, ломались через несколько месяцев.
В августе 1985 года из-за большого процента рекламаций производство «Алмаза-103» было временно приостановлено. После доработки конструкторской и технологической документации планировался выпуск опытной партии в 50 экземпляров. В итоге, из всей партии полностью соответствующими техническим условиям оказались лишь несколько камер. Даже после дополнительной тщательной настройки годных камер в них были выявлены отклонения, которые не позволили пропустить их через ОТК.
В результате, производство фотоаппаратов семейства «Алмаз» было полностью прекращено из-за невозможности обеспечить надлежащую надежность и характеристики на существующем производстве по заявленной цене. Последовавшая вскоре перестройка открыла внутренний рынок СССР для зарубежной аппаратуры и привела к краху отечественного фотоаппаратостроения.